# Inel redus
În teoria inelelor⁠(d) un inel redus este un inel care nu are elemente nilpotente nenule. Echivalent, un inel este redus dacă nu are elemente diferite de zero cu pătratul zero, adică x2 = 0 implică x = 0. O algebră peste un inel comutativ se numește algebră redusă dacă inelul său subiacent este redus.
Elementele nilpotente ale unui inel comutativ R formează un ideal al lui R, numit nilradical al lui R ; prin urmare, un inel comutativ este redus dacă și numai dacă nilradicalul său este un ideal nul. Mai mult, un inel comutativ este redus dacă și numai dacă singurul element conținut în toate idealele prime este zero.
Un inel factor R/I este redus dacă și numai dacă I este un radical al unui ideal.
Fie {\displaystyle {\mathcal {N}}_{R}} un nilradical al unui inel comutativ {\displaystyle R}. Există un functor natural {\displaystyle R\mapsto R/{\mathcal {N}}_{R}} din categoria inelelor comutative {\displaystyle {\text{Crng}}} în categoria inelelor reduse {\displaystyle {\text{Red}}} și este adjunct la stânga la functorul de includere {\displaystyle I} al {\displaystyle {\text{Red}}} în {\displaystyle {\text{Crng}}.} Bijecția {\displaystyle {\text{Hom}}_{\text{Red}}(R/{\mathcal {N}}_{R},S)\cong {\text{Hom}}_{\text{Crng}}(R,I(S))} este indusă din proprietatea universală a inelelor cât.
Fie D mulțimea tuturor divizorilor lui zero dintr-un inel redus R. Atunci D este reuniunea tuturor idealelor prime minimale.
Demonstrație: Fie {\displaystyle {\mathfrak {p}}_{i}} toate idealele prime minimale (posibil nule).
{\displaystyle D\subset \cup {\mathfrak {p}}_{i}:} Fie x în D. Atunci xy = 0 pentru unii y nenuli. Deoarece R este redus, intersecția tuturor {\displaystyle {\mathfrak {p}}_{i}} este (0) și astfel y nu se găsește în unele {\displaystyle {\mathfrak {p}}_{i}}. Deoarece xy este în toate {\displaystyle {\mathfrak {p}}_{j}}; în special în {\displaystyle {\mathfrak {p}}_{i}}, x este în {\displaystyle {\mathfrak {p}}_{i}}.
{\displaystyle D\supset {\mathfrak {p}}_{i}:} (luat din Kaplansky, inele comutative, Teorema 84). Se ignoră indicele i. Fie {\displaystyle S=\{xy|x\in R-D,y\in R-{\mathfrak {p}}\}}. S este închis multiplicativ și astfel se poate lua în considerare localizarea {\displaystyle R\to R[S^{-1}]}. Fie {\displaystyle {\mathfrak {q}}} imaginea prealabilă a unui ideal maximal. Atunci {\displaystyle {\mathfrak {q}}} este conținut atât în D cât și în {\displaystyle {\mathfrak {p}}} și prin minimalitate {\displaystyle {\mathfrak {q}}={\mathfrak {p}}}. (Acest rezultat este imediat dacă R este noetherian după teoria idealelor prime asociate)
Peste un inel noetherian⁠(d) R, se spune că un modul finit generat⁠(d) M are rang local constant dacă {\displaystyle {\mathfrak {p}}\mapsto \operatorname {dim} _{k({\mathfrak {p}})}(M\otimes k({\mathfrak {p}}))} este o funcție locală constantă (sau, echivalent, continuă) pe spectrul⁠(d) lui R. Atunci R este redus dacă și numai dacă orice modul finit generat de rang constant local este proiectiv⁠(d).

## Exemple de inele reduse și inele care nu sunt reduse
- Subinelele, produsele de inele și localizările de inele⁠(d) reduse sunt și ele inele reduse.
- Inelul întregilor Z este un inel redus. Orice corp și orice inel de polinoame⁠(d) peste un corp (în mai multe variabile arbitrare) este un inel redus.
- În general, orice domeniu de integritate este un inel redus, deoarece un element nilpotent este a fortiori un divizor al lui zero. Însă, reciproc, nu orice inel redus este un domeniu de integritate. De exemplu, inelul Z[x, y]/(xy) conține pe x + (xy) și y + (xy) ca divizori ai lui zero, dar nu există elemente nilpotente nenule. Ca un alt exemplu, inelul Z × Z conține pe (1, 0) și (0, 1) ca divizori ai lui zero, dar nu conține elemente nilpotente nenule.
- Inelul Z/6Z este redus, totuși Z/4Z nu este redus: Clasa 2 +  4Z este nilpotentă. În general, Z/nZ este redus dacă și numai dacă n = 0 sau n este un întreg liber de pătrate.
- Dacă R este un inel comutativ și N este nilradicalul lui R, atunci inelul cât R/N este redus.
- Un inel comutativ R cu caracteristica p pentru un număr prim p este redus dacă și numai dacă endomorfismul Frobenius⁠(d) este injectiv.